# Роман Сассо
Роман Сассо (фр. Romain Sassot, 26 лютого 1986) — французький плавець.
Учасник Олімпійських Ігор 2012 року.